# توني سميث (لاعب كرة قدم أسترالية)
توني سميث (بالإنجليزية: Tony J. Smith)‏ هو لاعب كرة قدم أسترالية أمريكي، ولد في 22 يناير 1952.

## وصلات خارجية
- توني سميث على موقع AustralianFootball.com (الإنجليزية)
- توني سميث على موقع AFLtables.com (الإنجليزية)